# Poliodes erato
Poliodes erato är en fjärilsart som beskrevs av Fawcett 1915. Poliodes erato ingår i släktet Poliodes och familjen svärmare. Inga underarter finns listade i Catalogue of Life.